# F1 2011 (jogo eletrônico)
F1 2011 é um jogo eletrônico de corrida baseado na Temporada de Fórmula 1 de 2011, foi desenvolvido pela Codemasters Birmingham e publicado pela Codemasters. Foi lançado para PlayStation 3, Windows, Xbox 360, Nintendo 3DS, PlayStation Vita. O grande defeito do game é a impossibilidade de se suspender uma sessão para continuá-la posteriormente.

## Recepção
A versão PlayStation Vita foi avaliada com 7.5 em 10 no site português Combo Caster.

## Equipes e Pilotos
- Red Bull Racing
  -  Sebastian Vettel
  -  Mark Webber
- McLaren Mercedes
  -  Lewis Hamilton
  -  Jenson Button
- Scuderia Ferrari
  -  Fernando Alonso
  -  Felipe Massa
- Mercedes GP
  -  Michael Schumacher
  -  Nico Rosberg
- Lotus Renault GP
  -  Nick Heidfeld
  -  Vitaly Petrov
- WilliamsF1
  -  Rubens Barrichello
  -  Pastor Maldonado
- Force India
  -  Adrian Sutil
  -  Paul di Resta
- Sauber
  -  Kamui Kobayashi
  -  Sergio Perez
- Scuderia Toro Rosso
  -  Sébastien Buemi
  -  Jaime Alguersuari
- Team Lotus
  -  Heikki Kovalainen
  -  Jarno Trulli
- HRT F1 Team
  -  Narain Karthikeyan
  -  Vitantonio Liuzzi
- Virgin Racing
  -  Timo Glock
  -  Jérôme d'Ambrosio

## Circuitos
- Grande Prêmio do Barém - Circuito Internacional do Barém
- Grande Prêmio da Austrália - Melbourne Grand Prix Circuit
- Grande Prêmio da Malásia - Sepang International Circuit
- Grande Prêmio da China - Shanghai International Circuit
- Grande Prêmio da Turquia - Istanbul Park
- Grande Prêmio da Espanha - Circuit de Catalunya
- Grande Prêmio de Mônaco - Circuit de Monaco
- Grande Prêmio do Canadá - Circuit Gilles Villeneuve
- Grande Prêmio da Europa - Valencia Street Circuit
- Grande Prêmio da Inglaterra - Silverstone Circuit
- Grande Prêmio da Alemanha - Nürburgring
- Grande Prêmio da Hungria - Hungaroring
- Grande Prêmio da Bélgica - Circuit de Spa-Francorchamps
- Grande Prêmio da Itália - Autodromo Nazionale Monza
- Grande Prêmio de Singapura - Marina Bay Street Circuit
- Grande Prêmio do Japão - Suzuka Circuit
- Grande Prêmio da Coreia do Sul - Korean International Circuit
- Grande Prêmio da Índia - Buddh International Circuit
- Grande Prêmio de Abu Dhabi - Yas Marina Circuit
- Grande Prêmio do Brasil - Autódromo de Interlagos